# サンルーフ
| チルトアップ式&スライド式（前席）とスライド式サンルーフを備えるミニバンの例（日産・プレサージュ）左が閉じた状態、右が開いた状態。  |  | チルトアップ式&スライド式（前席）とスライド式サンルーフを備えるミニバンの例（日産・プレサージュ）左が閉じた状態、右が開いた状態。 |
| チルトアップ式&スライド式（前席）とスライド式サンルーフを備えるミニバンの例（日産・プレサージュ） 左が閉じた状態、右が開いた状態。 |  | |

サンルーフ（英語：sunroof）は、自動車の屋根に装備される開口部である。ガラスや透明な合成樹脂の場合は天窓と呼ばれ、通常、その中で開閉式のものを指す。

## 解説
サンルーフは多様な構造と形態が考案されており、メーカーにより様々な呼称が用いられている。乗用車に装着されることが多いが、観光バスに装着される例もある。アメリカの高級車市場では、本革シートと並ぶ必須の装備であり、セダン・ワゴン・クーペ・SUV問わず全てのグレードでサンルーフが選択装備できる。冬季の日照が少ない欧州では、早くから大衆車にも広く普及している。車に高級感を求める人が多い中国市場でも装着車が多い。
一方日本国内では、高温多雨多湿という気象条件による錆の発生、重量増による燃費の悪化や室内高の減少、車両価格の上昇や雨漏りなどのトラブルによる出費の増加を嫌うほか、後述の死亡事故の懸念から敬遠する者が少なくなく、日本ではサンルーフのオプション設定は、高級車やスポーツ車などに多く、大衆車などでは設定がないことが多い。
日本では1972年（昭和47年）に、マルエヌがアメリカのDASと共同開発した後付けタイプのサンルーフであるターポリン製の「オープントップ」を発表 し、一般化した。日本車で初めてメーカー装着のサンルーフを装備した車種は、手動スライド式が1968年（昭和43年）6月のホンダ・N360（追加車種）、電動スライド式は1978年（昭和53年）発表の初代ホンダ・プレリュードである。
サンルーフの種類は、ヒンジで開閉し、採光と換気が主目的で開口面積は比較的小さく、開放時には後方が上部に張り出すチルトアップサンルーフ、天窓部を屋根の上か屋根と天井の間にスライドさせることで開放し上述のポップアップ構造を併せ持ち、サンルーフとしては最も一般的なスライディングサンルーフがある。外板にガラスを用いたものはムーンルーフとも呼ばれる。観光バスでは屋根肩部に窓を設けることが1950年代から流行した。高さのある渓谷や建築物の観光に適しているパノラマウインドウなどがある。
材質はスチール、アルミ、FRPなどが使用されるが、ターポリン、キャンバスやガラスが使用されることもある。

## 安全面の課題
サンルーフの装着のデメリットとしては重量の増加、剛性の低下、室内高の減少、雨漏りなどがあるが、走行中にサンルーフから身体を出すことで、周囲の障害物に身体が衝突する恐れがある。1989年には、広島県にてサンルーフ付きの車両が高さ2.07 m・通行高さ制限1.9 mの高架下を通過した際に、サンルーフから顔を出して遊んでいた幼児2人が高架手前の高さ制限を示す鉄製防護工に頭部を激突させ死亡する事故が発生。2013年10月には、山口県萩市椿東の市道で大型ワンボックスカーが高さ制限1.8 mの高架橋の下を通過した際に、後部座席のサンルーフから顔を出していた女児が、高架橋の下の鉄製防護工に頭を強く打ち、救急車で病院に運ばれたが脳挫傷で死亡した。
マニュアルなどにも走行中に身体を出してはいけないと明記されていることが多く、例えばトヨタ・カリーナEDST180系の取扱説明書には「身体を出さない」「荷物を出さない」「サンルーフの窓枠に座らない」などの旨がイラスト入りで明記されている。

## ギャラリー

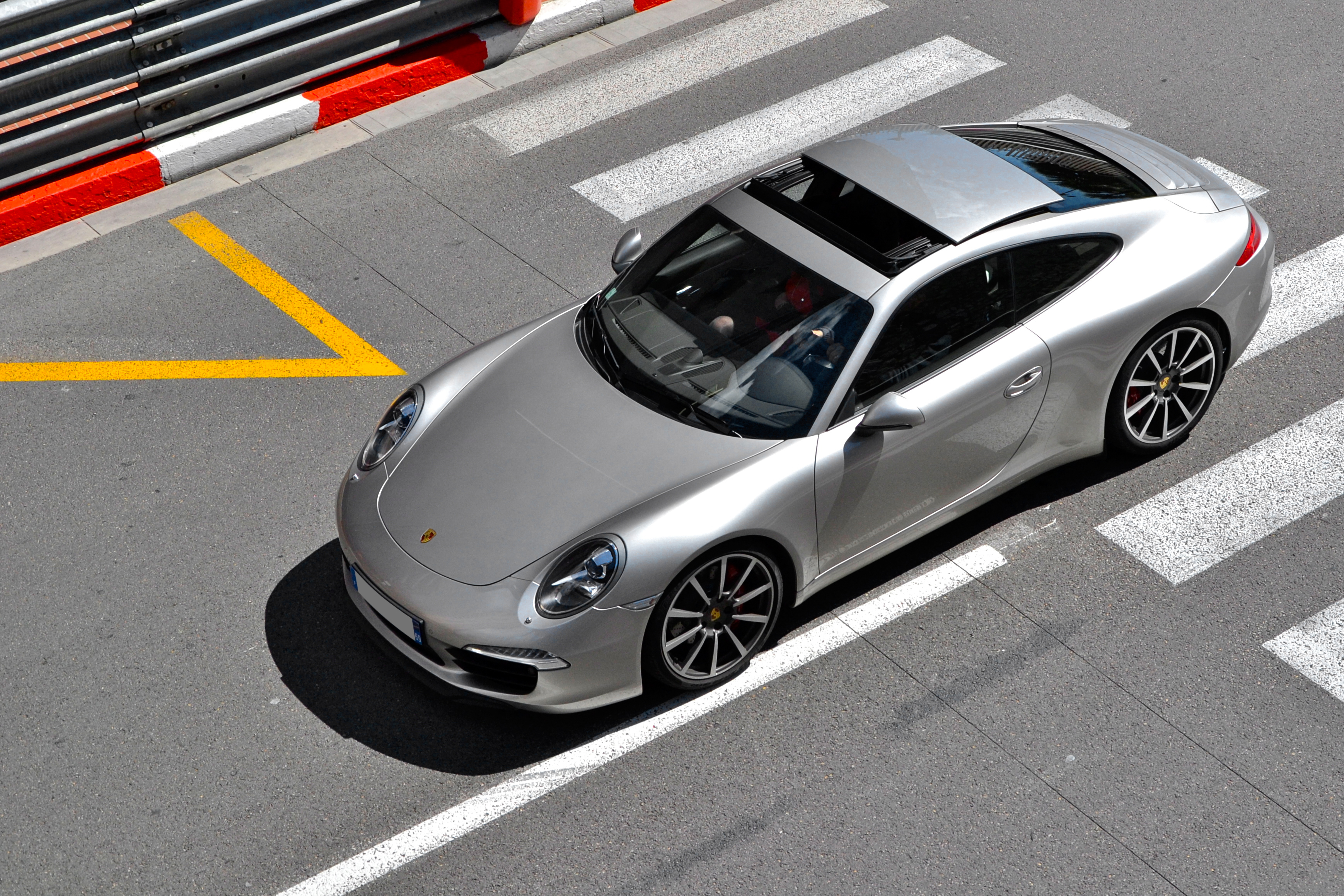
サンルーフが開いているポルシェ・991
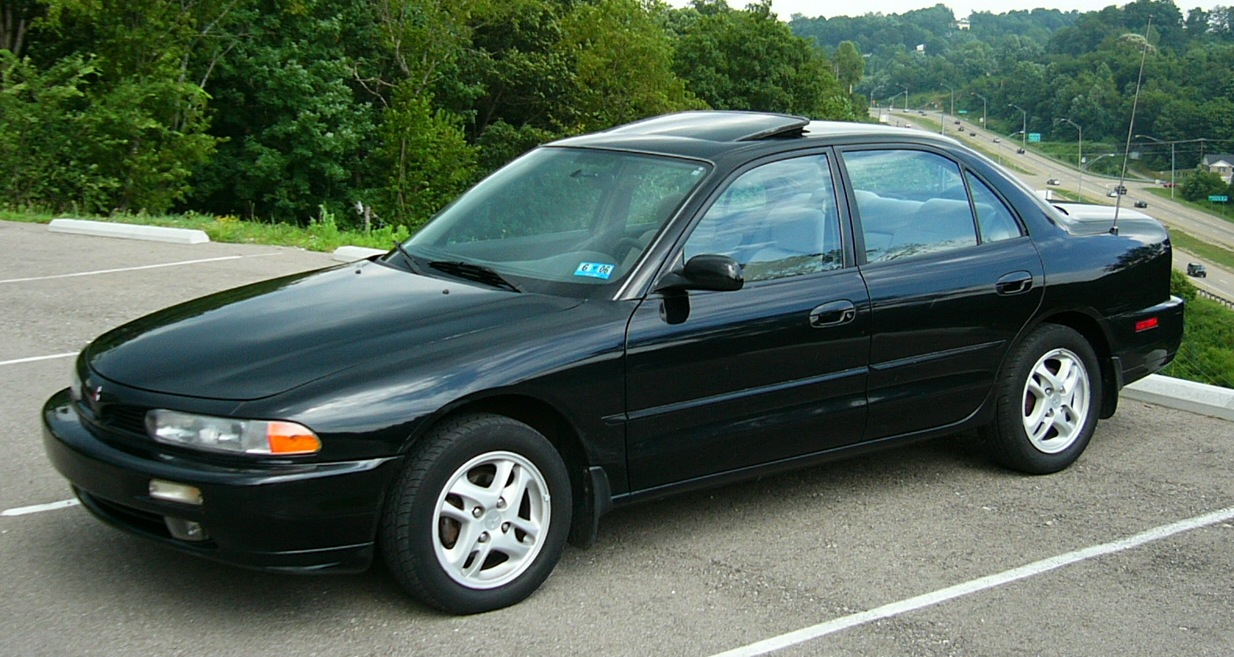
ポップアップサンルーフを持つ自動車の例：三菱・ギャラン（7代目）
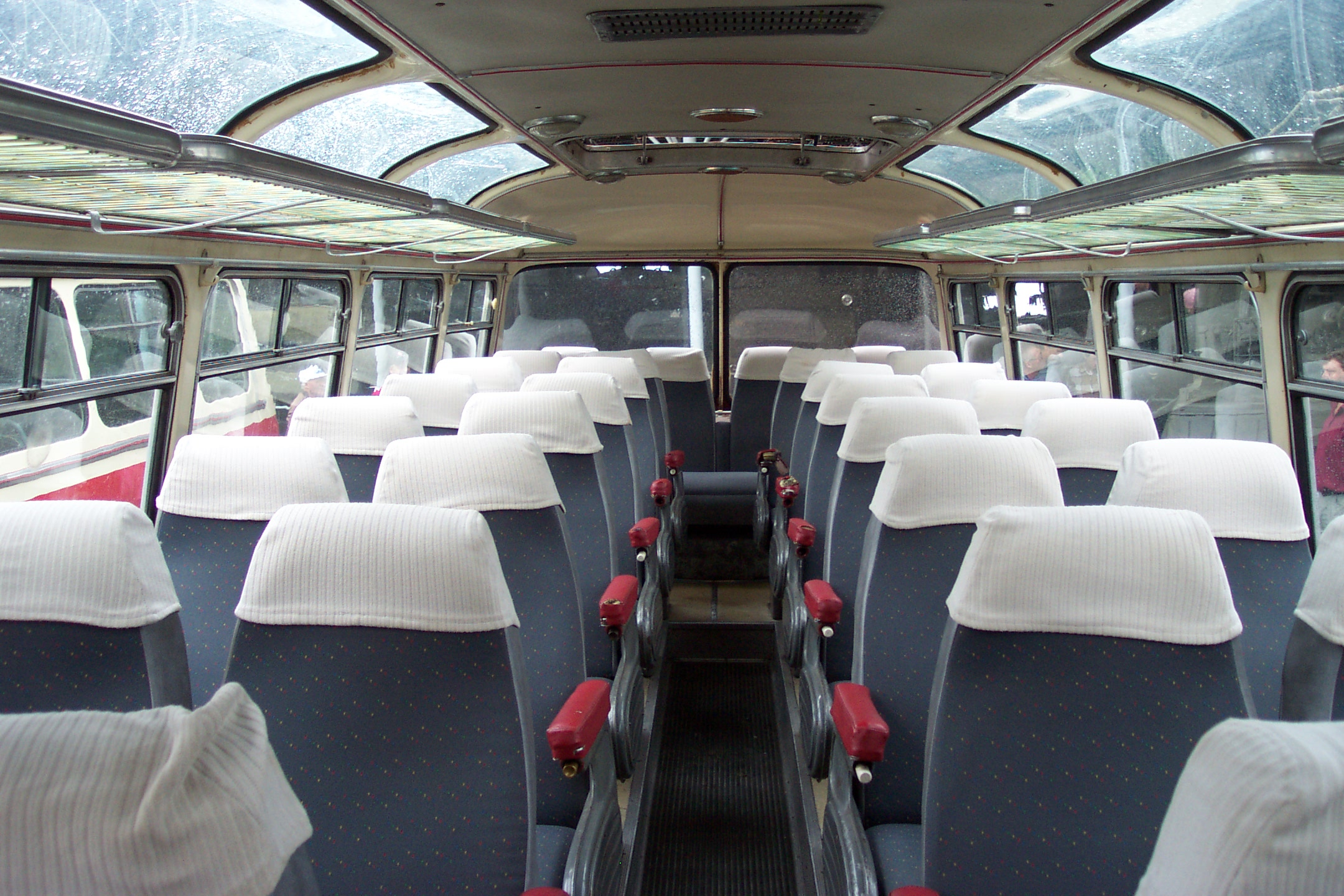
バスのパノラマウインドウ（シュコダ 706 RTO LUX）
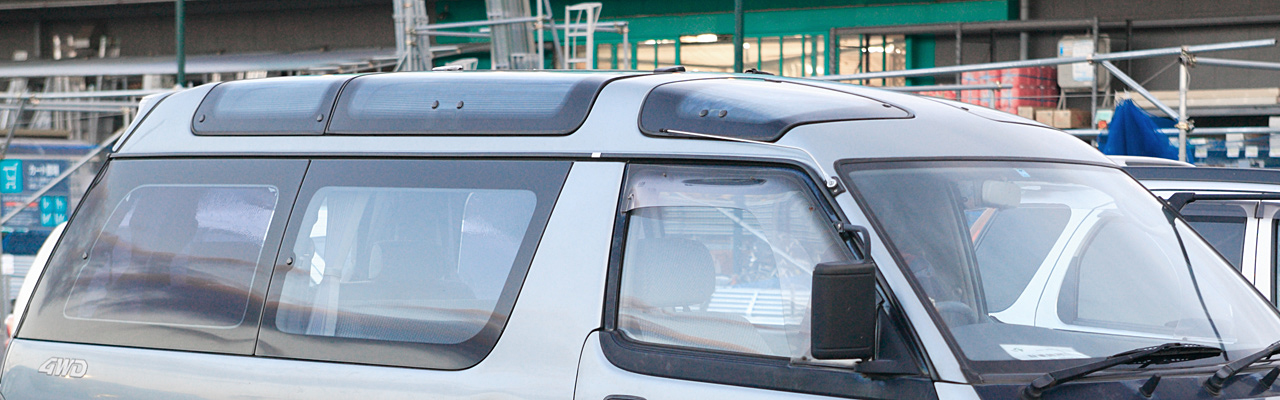
パノラマ式サンルーフを持つ自動車の例：トヨタ・タウンエースワゴン
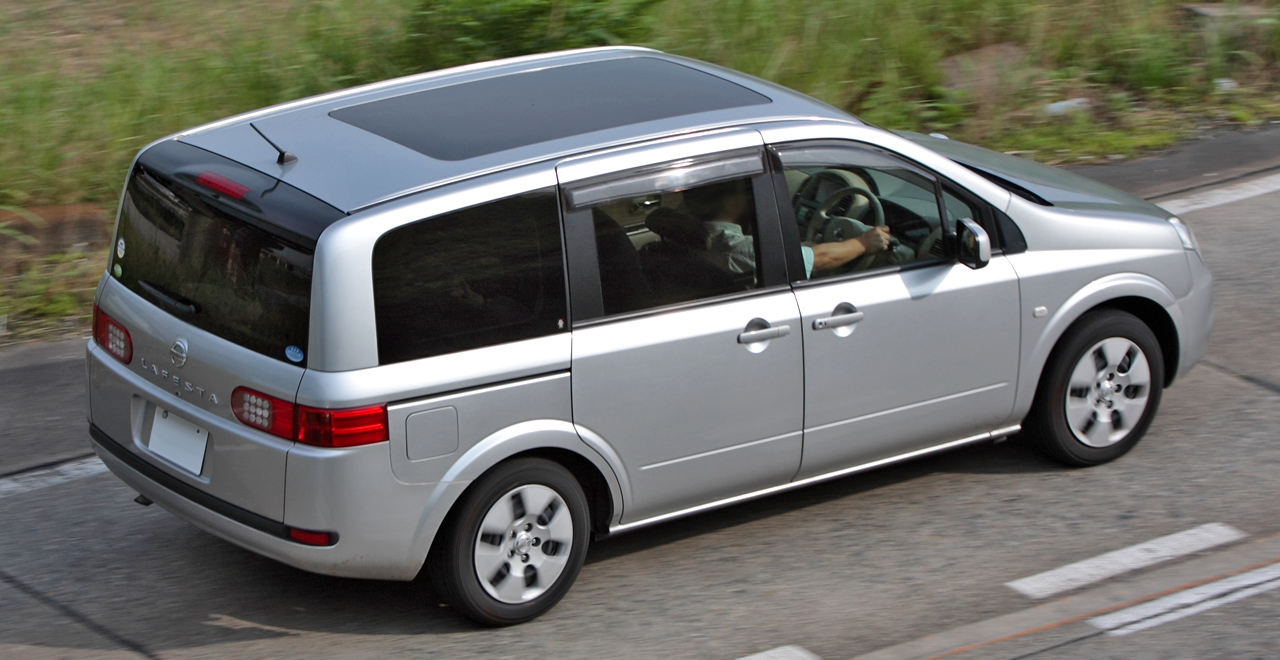
グラストップ並みの大型ガラスサンルーフを持つ日産・ラフェスタ